# Koreaanse centrale dierentuin
De Koreaanse centrale dierentuin (Koreaans: 조선중앙동물원; ook wel de Centrale dierentuin van Pyongyang) is de nationale dierentuin van Noord-Korea en ligt naast de Taesongsan in het centrum van Pyongyang. De dierentuin heeft meer dan vijfduizend dieren, uit circa zeshonderdvijftig diersoorten en beslaat een vierkante kilometer en werd in april 1959 opgericht, onder leiding van Kim Il-sung.